# 正四角錐反柱
正四角錐反柱（せいしかくすいはんちゅう、gyroelongated square pyramid）は、10番目のジョンソンの立体で、正反四角柱のひとつの底面に正四角錐をつけたものである。また、もう一方の底面にも正四角錐をつけると双四角錐反柱になる。

## 関連図形
| 正反四角柱 （正四角錐を取り除く） | 正四角錐 （正反四角柱を除いた部分） | 正五角錐反柱 （錐の角の数を増やす） |
| 双四角錐反柱 （正四角錐を追加）   | 正四角錐柱 （45°ねじる）            | 三側錐三角柱 （正方形部分を折る）   |